# 357
Римська імперія об'єднана під правлінням Констанція II. У Китаї правління династії Цзінь. В Індії починається період імперії Гуптів. У Японії триває період Ямато. У Персії править династія Сассанідів.
На території лісостепової України Черняхівська культура. У Північному Причорномор'ї готи й сармати. Історики VI століття згадують плем'я антів, що мешкало на території сучасної України приблизно з IV сторіччя.

## Події
- 28 квітня імператор Констанцій II уперше відвідав Рим з нагоди перемоги над Магненцієм і виголосив промову перед Сенатом.
- Юліан здобув перемогу над алеманами під Страсбургом і відігнав їх за Рейн.
- Заснована Імперська Константинопольська бібліотека.
- Перські посли зажадали від імператора повернення земель.
- Папа Ліберій здійснює мандрівку в Сірмій і підписує документи, що фактично відміняють Нікейський символ віри, який заперечував аріанство. Папа згодився також припинити стосунки з Афанасієм Великим.